# Vodní zdroj Káraný

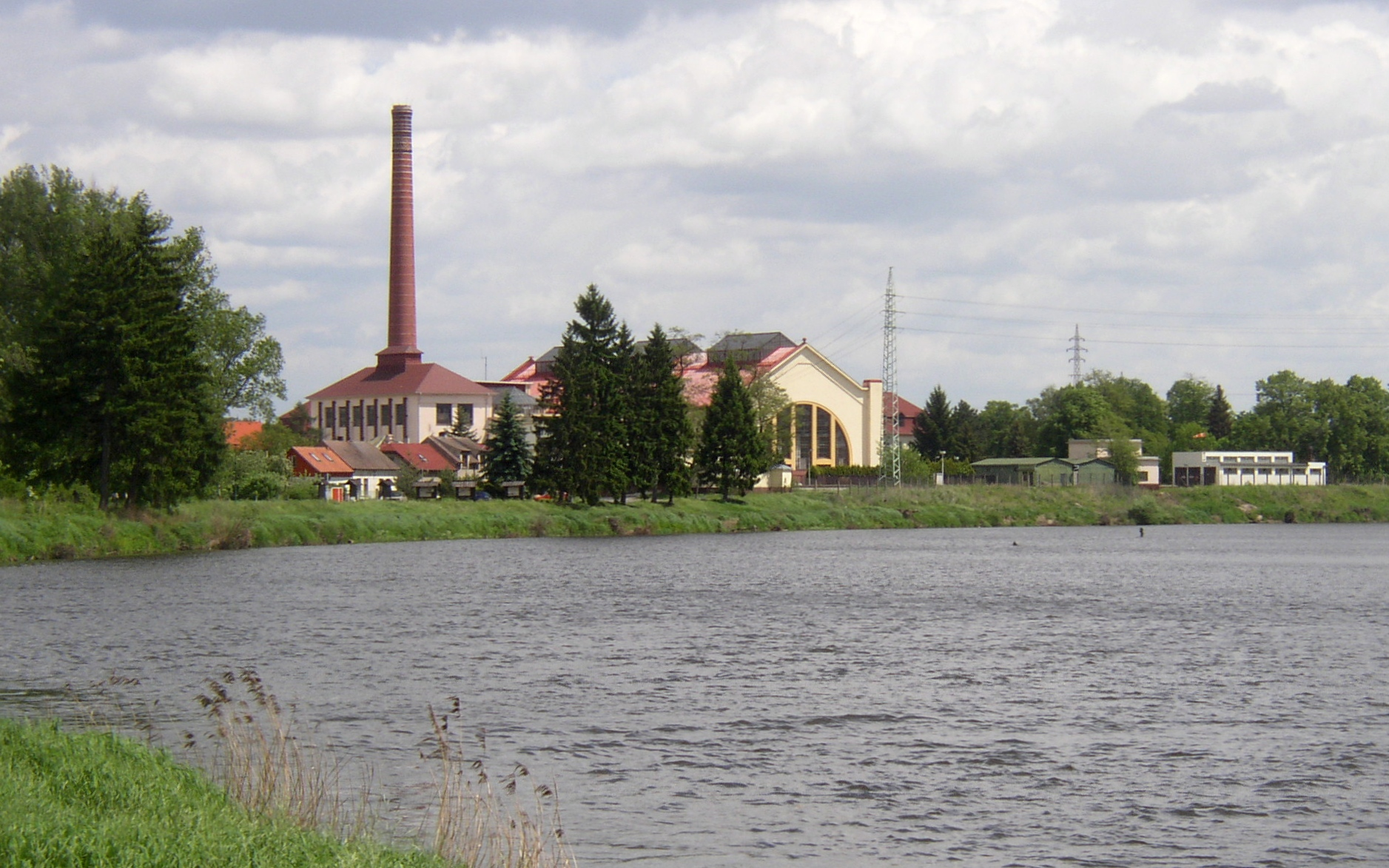
Úpravna vody na pravém břehu Labe

Vodní zdroj Káraný je druhý nejvýznamnější zdroj pitné vody pro Prahu, na rozdíl od ostatních zdrojů se jedná o podzemní vodu.

## Přírodní podmínky
Lokalita se nachází poblíž soutoku Labe s Jizerou. Starší sedimenty české křídové tabule zde byly překryty čtvrtohorními štěrkovými a štěrkopískovými náplavy.

## Historie

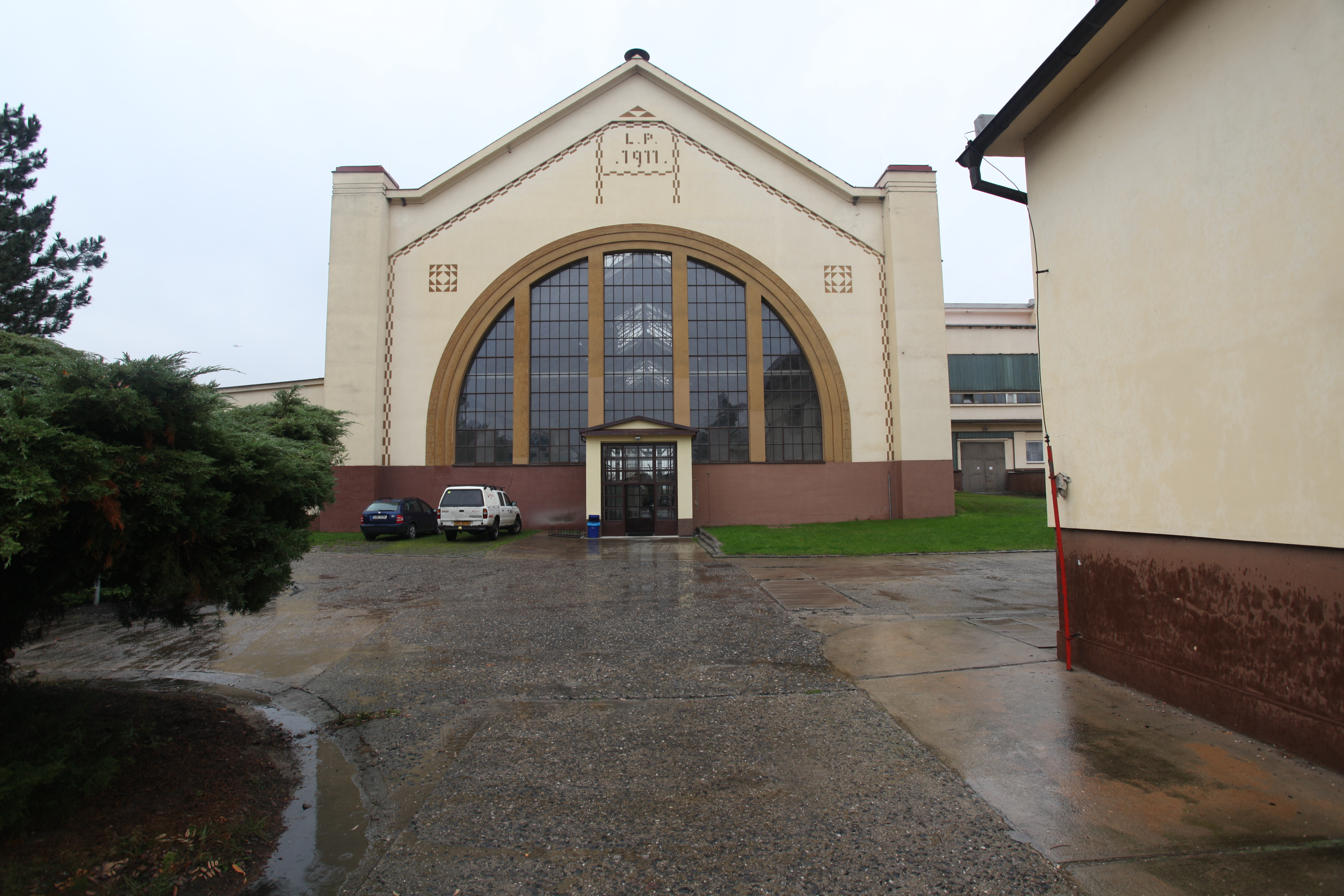
Hlavní čerpací stanice ÚV Káraný

Káranské vodní zdroje začaly být využívány začátkem 20. století, kdy byl v Praze stále zřetelnější nedostatek kvalitní pitné vody.
Roku 1889 byl schválen zákon o vzniku a provozu vodárny a vodovodu pro Prahu č. 48 ze dne 16. srpna 1899. Na jeho základě bylo zveřejněno zadání projektu na společný vodovod měst Prahy, Karlína, Smíchova, Královských Vinohrad a Žižkova. Z odevzdaných návrhů byl vybrán projekt na využití káranských zdrojů hydrogeologa Adolfa Thiema z Lipska. Po vodoprávním schválení koncem roku 1904 Thiem svůj projekt dopracoval do definitivní podoby.
Podmínkou výstavby vodárny bylo i vybudování 3,7 km dlouhé železniční vlečky pro dopravu materiálu na staveniště vodárny. Železniční přeprava tak zvítězila nad druhou zvažovanou variantou – vodní přepravou. Projekt vlečné dráhy byl komisí ministerstva železnic prohlášen za „význam veřejně prospěšný“. Za dodavatele byla vybrána firma Král & Štěpán, dříve Reiter & Štěpán, Praha II, Štěpánská ul. 49, která spolu se Sadským stavitelem Ing. Václavem Fantou, nabízela i zhotovení stavby. Nabídková cena díla byla 84 165,4 K. Výhybka na jednokolejné trati mezi Lysou nad Labem a Čelákovicemi byla vysazena poblíž kapličky sv. Václava. Vlečka byla uvedena do prozatímního provozu 1. června 1906, kdy byla návazně zahájena výstavba vodárenských budov a jímacích zařízení. Od roku 1912 se vlečka používala převážně pro dopravu uhlí pro parní stroje.

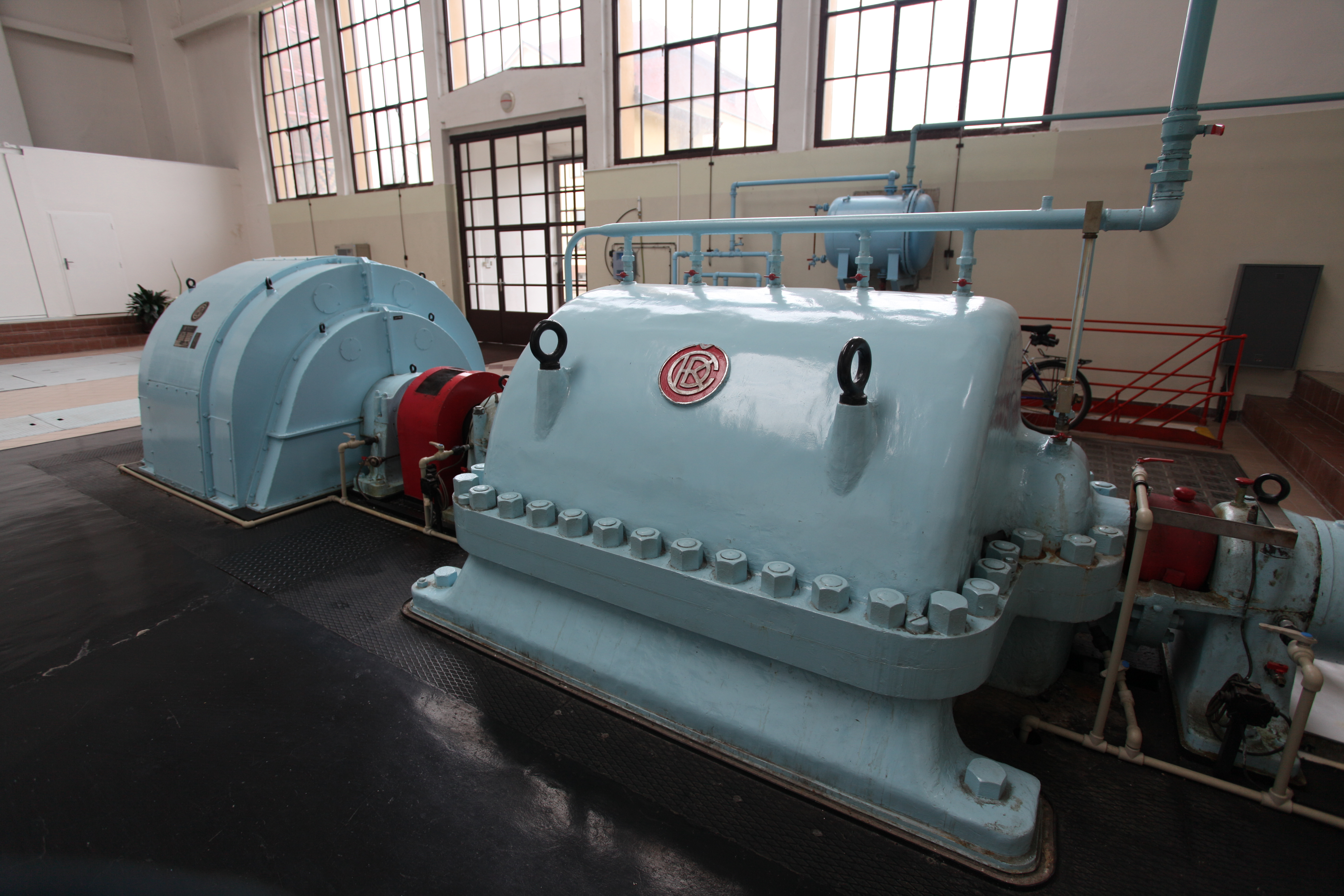
Původní elektrická odstředivá čerpadla v úpravně vod Káraný

První pokusné čerpání, a to celkem z 220 studní, se uskutečnilo 18. října 1912. Na plný výkon byla vodárna uvedena 1. ledna 1914, čerpalo se 880 l·s−1 z 567 studní.
Modernizace vodárny proběhla v roce 1934, parní stroje byly nahrazeny elektrickými motory. Tím skončila potřeba dopravovat do vodárny uhlí po vlečce, která se přesto dále používala po celé 20. století. V roce 1955 byla vlečka kompletně zrekonstruována – kolejiště vodárny bylo zredukováno a byl vyměněn kolejový svršek.
Roku 1968 bylo započato s umělou infiltrací.
V roce 1971 byl podán návrh na zrušení vlečky. Díky občasné potřebě obsluhy vodárny byl však návrh zamítnut. V roce 1996 došlo k modernizací železniční stanice Lysá nad Labem včetně traťového zabezpečovacího zařízení v úseku Lysá nad Labem – Čelákovice. Díky automatickému hradlu tak byla po devadesáti letech ukončena služba zaměstnanců dráhy na hradle Káraný. Provoz vlečky byl definitivně ukončen až 31. března 2003. Vlečka byla poté využívána příležitostně k jízdám nostalgických vlaků. Vlastník vlečky, hlavní město Praha, na podzim roku 2007 nechal přes odpor obcí regionu vlečku zrušit a rozebrat.

## Způsoby získávání vody

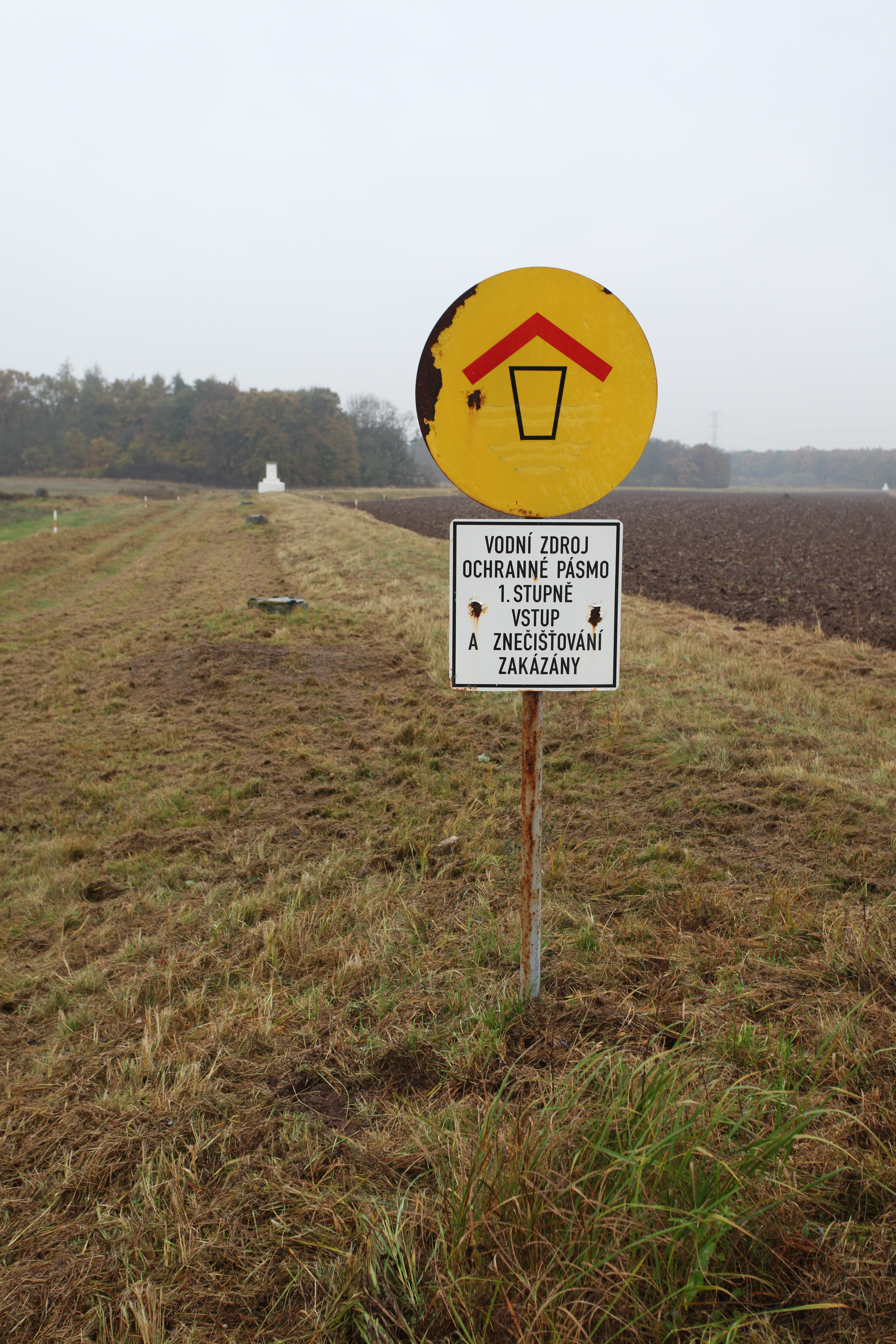
Pásmo studní břehové infiltrace v katastru obce Sojovice

### Artéská voda
Z dalšího zdroje se získává kvalitativně jiná voda, a to podzemní artéská z vrstev křídových pískovců, která vyvěrá z vrtů hlubokých 60–80 metrů. Vydatnost zdroje je 50–80 l·s−1. Jedinou závadou na kvalitě této vody je vysoké množství železa, proto se provádí její odželeznění (provzdušněním a následnou filtrací vysrážených oxidů).

### Přirozená infiltrace z Jizery
Využívá se toho, že voda z koryta Jizery přirozeně vsakuje do okolních štěrkopísků, ve kterých se samovolně čistí (tzv. břehová infiltrace). V průměrné vzdálenosti 250 m od řeky je potom jímána do celkem 685 studní a odtud čerpána do káranské vodárny. Kapacita tohoto zdroje je 900–1100 l·s−1.

### Umělá infiltrace z Jizery

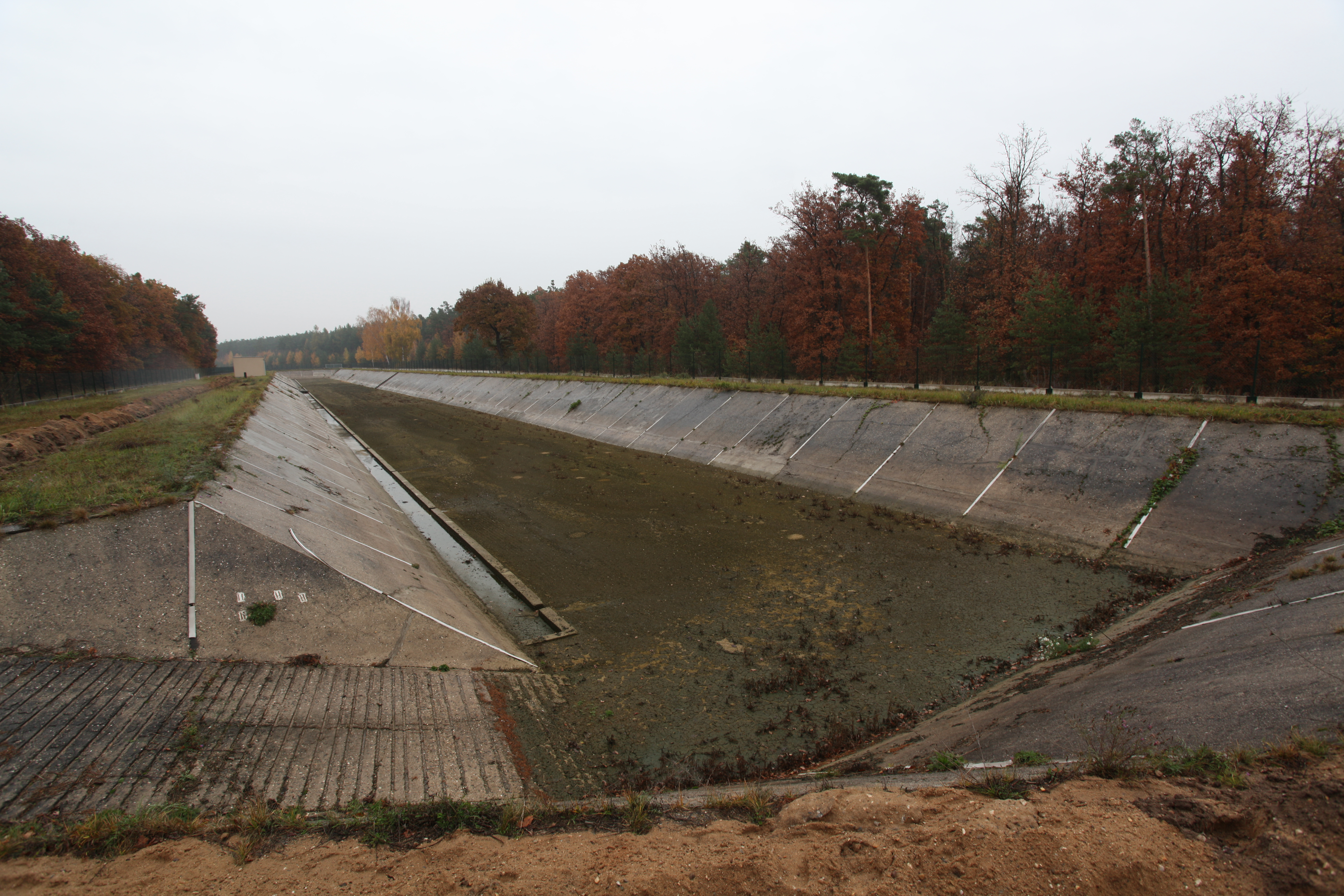
Vsakovací nádrž umělé infiltrace při úpravně vody Káraný

Na stejném principu jako přirozená infiltrace je založena umělá infiltrace, kdy je voda z Jizery čerpána do vsakovacích nádrží. Tyto nádrže mají pískové dno, kterým voda infiltruje do náplavů a po určité vzdálenosti je opět jímána do studní. Kapacita zdroje činí 700–900 l·s−1. Umělá infiltrace byla vybudována v letech 1965–1969.

## Rozvod
Vodárna se nachází v obci Káraný. Ve vodárně je smíchána voda ze všech tří zdrojů, přirozeně i uměle infiltrovaná z Jizery i voda z artéských studní, a je zde chlorována. Pitná voda je vedena především do Prahy, ale zásobována je také část Středočeského kraje. 
Lokálně dodává vodárna vodu do Brandýsa nad Labem-Staré Boleslavi, Čelákovic, Lázní Toušeň, Káraného, Nového Vestce, Dřevčic a Zelenče. Do Prahy je čerpána třemi výtlačnými řady, a to do vodojemů na Floře a na Ládví. První vodovodní řad je v provozu již od roku 1912 (běžný provoz po propláchnutí pražské vodovodní sítě začal až v roce 1914), druhý je z 30. let a třetí z 80. let 20. století (1988–1993). První dva řady jsou souběžné, oba mají průměr DN 1100 a vedou do vodojemu Flora. Třetí řad má celkovou délku 21 km, z toho 2,7 km o průměru DN 1400 a 18,3 km o průměru DN 1600, vede do vodojemu Ládví a po cestě zásobuje též obce Dřevčice, Veleň, Polerady, Sluhy a Brázdim.